# 吳應鵬
吳應鵬（16世紀—17世紀），字圖南，號胎簪，湖廣武昌府通城縣人，明朝政治人物。

## 生平
萬曆二十八年（1600年），吳應鵬中舉人，此後十次參加會試不遇，僅登萬曆四十四年（1616年）、四十七年（1619年）兩次中副榜，授浙江溫州府推官。當地苦於海盜，他上呈平海十事解決；商人苦於鹽稅，他又設立《鹽法十約》整頓，海寇劉香老突然入侵溫州，他盡力剿滅令地方安寧，不久辭官回鄉，杜門吟詠。崇禎年間朝廷為清剿張獻忠、李自成起用他，他卻說：「知足不辱，我年老不能用。」推辭任命。
吳應鵬擅長詞賦字畫，著有《補朱易義》，周應期、張應麟為他寫序，門生周宗璧、何逢年刊行，又著有《劍吼集》、《燕臺焚稿》。

## 引用
1. 1 2  同治《通城縣志·卷十五·人物上》：吳應鵬，舉人，懷書十上兩中會副，善辭賦字畫，有《補朱易義》，永嘉方伯周應期、張應麟為之序，門生周宗璧、何逢年授梓，明季版燬，又著《劍吼集》、《燕臺焚稿》。
2. ↑  同治《通城縣志·卷十三·選舉上》：副進士 明 吳應鵬 字圖南，在坊里人，萬厯丙辰己未兩科會副 舉人……明……吳應鵬 字圖南，在坊里人，萬厯庚子科
3. ↑  《古今圖書集成·明倫彙編·氏族典·第八十二卷》：吳應鵬 按《通城縣志》：應鵬，字圖南，號胎簪，中（萬曆）丙辰己未會副， 授浙江溫州府司李。郡苦海氛，隨詳平海十事。商人苦鹽稅，應鵬詳《鹽法十約》。海氛劉香老蹂踐台寧，突入溫州，應鵬戮力斬馘，郡邑賴安。掛冠歸，杜門吟詠。崇禎中，勦張李，起應鵬出山。應鵬曰：「知足不辱，吾老不能用。」力辭。應鵬善詞賦字畫，著有《補朱易義》。